# Estrato córneo
A camada mais externa da pele, denominada estrato córneo ou camada de queratina, contém muitas camadas de células achatadas mortas e atua como uma barreira para proteger os tecidos subjacentes contra lesões e infecções. Ao retardar a evaporação, os óleos presentes nessa camada da pele ajudam a manter a umidade das camadas mais profundas, mantendo a textura da pele suave e flexível. O estrato córneo é apenas uma parte da epiderme, a qual é uma fina camada de pele que recobre a maior parte do corpo. Em alguns locais, como as palmas das mãos e as plantas dos pés, a epiderme é naturalmente espessa e o estrato córneo provê uma proteção extra contra impactos e abrasões. A epiderme também pode ser espessa e dura em areas excessivamente secas. Os distúrbios das camadas superficiais da pele envolvem o estrato córneo e as camadas mais profundas da epiderme e vão desde os que causam um desconforto temporário até aqueles que causam incapacidades crônicas.